# Alara
Pour les articles homonymes, voir Alara (homonymie).
De nom de naissance Irerou Alara, Manéthon l’appelle Alara, est un roi de Napata (capitale du pays de Koush) aux alentours de 770 à 755 AEC. Il est le premier souverain koushite dont on connaisse le nom, mais il semble qu’il serait en fait le septième de la dynastie.

## Attestations
Aucun document contemporain de son règne n'est attesté. Malgré tout, il a été mentionné à plusieurs reprises dans des inscriptions ultérieures qui s'accordent à lui donner une place éminente dans la fondation de la dynastie. Ainsi, il est mentionné sur une stèle de sa fille Tabiry où il est d'ailleurs pourvu d'un cartouche. Il est également honoré par Taharqa sur des stèles à Kawa (en) au Soudan, avec son nom en cartouche et précédé du titre fils de Rê. Il est également honoré par un certain Irike-Amanote à la fin du Ve siècle av. J.-C. et un certain Nastasen (en l'appelant fautivement Piânkhy-Alara) à la fin du IVe siècle av. J.-C. siècle.

## Généalogie
Alara a pour épouse Qasaqa. Leur fille Tabira (Tabiry) épouse le roi Piânkhy (roi à partir de 743 AEC).
Il est possible qu'il soit le frère de son successeur Kachta mais ceci n'est pas assuré. Si c'est le cas, alors il est également le frère de la reine Pabatjma, cette dernière étant assurément la sœur-épouse de Kachta.

## Règne
Peu de choses sont connues de son règne. Il est en tout cas honoré par ses successeurs, lui accordant une place éminente dans la fondation de la dynastie. Il n'a, a priori, jamais régné sur ne serait-ce qu'une portion du territoire égyptien. Par contre, certains inscriptions posthumes portant son nom en cartouche pourraient indiquer qu'il a été considéré comme un roi à l'égyptienne.

## Tombe
Alara est présumé avoir été enterré dans la tombe 9 d'El-Kourrou, cette identification s'est faite sur la base de critères géographiques et typochronologiques. La tombe de son épouse Qasaqa est présumée être la tombe numéro 23 située immédiatement au sud. 
Kendall note que l'occupant de la tombe 9 a été inhumé à la manière traditionnelle nubienne, allongé sur un lit et placé dans une petite chambre latérale fermée au fond d'un puits vertical. La superstructure visible de la tombe comportait de nombreuses caractéristiques égyptiennes, le sommet semble avoir été orné d'une statue bâ en bronze creuse et grossièrement moulée. La chapelle contenait une table d'offrande en pierre dure de style égyptien et les murs de la chapelle étaient ornés d'un bas-relief grossier. Un bloc conservait ce qui semblait être la partie supérieure d'une tête d'homme, portant une couronne avec une superstructure et des serpentins, ainsi qu'un ornement en forme de boucle sur le front, imitant un uræus. Cette caractéristique suggère soit que le propriétaire de la tombe, à la fin de son règne, était proche de s'identifier à un véritable pharaon, soit que son successeur (Kachta ?), qui aurait construit la tombe et autorisé les reliefs, a fourni de tels sentiments dans la représentation posthume.
Török partage l'avis de Kendall et ajoute que la chapelle de culte mortuaire de la tombe 9 semble avoir été la première à être dotée d'une stèle funéraire et d'une table d'offrande funéraire à El-Kourrou, le cimetière royal des premiers rois koushites.